# Slovanska toponomija Avstrije
Slovanska toponomija Avstrije so toponimi na ozemlju današnje Avstrije, ki so slovanskega izvora. Problem je v 19. stoletiju raziskoval Čeh Alois Vojtěch Šembera, kakor tudi na drugih ozemljih nemških držav. Rezultate svojih raziskav je objavil v knjigi «Západni Slované v pravêku» (1860).
Leta 508 so se severno od Donave naselili Langobardi, ki so si sredi šestega stoletija podredili Italijo in jug Avstrije. Na osvobojenem ozemlju so se dvignili Bavarci z zahoda in Slovani z vzhoda. Retija je prišla pod Bavarce, na ozemlju od Dunajskega gozda do Julijskih Alp pa so se naselili Slovani in Avari s centrom v Panoniji. Meja med Slovani in Avari je potekala po reki Ens. 
Od konca 6. stoletja je bila na ozemlju današnje Avstrije razsla borba med Bavarci in Avarci. Leta 623 je slovansko prebivalstvo izbojevalo svojo državo pod vodstvom Samota. Po njegovem razpadu leta 658 je bilo osnovana slovanska kneževina Karantanija, ki je vključevala ozemlje Koroške, Štajerske in Karniole. 

## Slovanski toponimi in naselitev v Avstriji
Slovanska naselitev v ozemlju Avstrije je pustila sled v toponimiki. Na karti sodobne Avstrije dr lahko vidi veliko številko imen po izvoru slovanskih. Alois Vojtěch Šembera je našel po njegovih besedah več kot 1000 slovanskih imen rek, gor, gozdov, ravnin in mest. 
Nil Aleksandrovič Popov je napisal leta 1873, da je videl na zemljevidih več kot 1000 slovanskih imen rek, gor, gozdov, ravnin in mest. Menil je, da to kaže na to, da Slovani niso prišli šele v šestem stoletju v te kraje, ampak da so bili tam naseljeni že prej.. 
Sovjetski arheolog in slavist V. V. Sedov je menil, da je bila karantanska kultura, kultura aplskih staroverskih Slovanov. Pokristjanitev je šla skupaj z germanizacijo slovanskega prebivalstva. Do danes se je slovansko (slovensko) prebivalstvo ohranilo na jugu Avstrije in kaže na kontinuiteto naselitve. 
Za nemška imena slovanskega izvora je značilno izglasje na -h, kar kaže na prevzemanje v mestniku.